# Diapera micropis
Diapera micropis är en fjärilsart som beskrevs av George Francis Hampson 1926. Diapera micropis ingår i släktet Diapera och familjen nattflyn. Inga underarter finns listade i Catalogue of Life.